# Musée d'art d'Aomori
Le 'musée d'art d'Aomori (青森県立美術館, Aomori Kenritsu Bijutsukan) lit. Musée préfectoral des beaux-arts d'Aomori est un musée préfectoral d'art moderne et d'art contemporain situé dans la ville d'Aomori au Japon.

## Histoire
Le musée d'art d'Aomori ouvre ses portes le 13 juillet 2006.

## Description
La collection du musée a pour but de présenter des œuvres d’art liées à la région et à la culture locale. Elle contient notamment des œuvres d'artistes locaux comme Shikō Munakata, Tetsumi Kudo, Shūji Terayama, Shūji Terayama, Tohl Narita (en) ou Yoshitomo Nara, mais aussi d'artistes internationaux comme Marc Chagall.
Le bâtiment du musée a été conçu par l'architecte Jun Aoki et sa conception s'inspire du site archéologique de Sannai Maruyama situé à proximité.